# Medellín (Tây Ban Nha)
}}Medellín là một đô thị ở Tỉnh Badajoz, Extremadura, Tây Ban Nha, đây là nơi sinh Hernán Cortés, và nơi diễn ra Trận Medellín,trong Chiến tranh Peninsular.